# 103 헤라
103 헤라는 1868년 9월 7일 앤아버에서 캐나다계 미국인 천문학자 제임스 크레이그 왓슨(James Craig Watson)에 의해 발견된 소행성대의 소행성이다. 명칭은 그리스의 여신 헤라에서 온 것이다. S형 소행성이며 표면은 규산염으로 이루어졌다.
2010년 라스크루시스에 위치한 오르간 메사(Organ Mesa) 천문대와 누나왈(Ngunnawal)에 위치한 헌터스 힐(Hunters Hill) 천문대에서 측정한 결과, 자전주기는 23.740 ± 0.001 시간, 광도곡선에 따르면 최대 광도는 0.45 ± 0.03 등급이다.
IRAS로 측정한 결과, 직경은 91.58 ± 4.14 km이고 기하학적 반사율은 0.19 ± 0.02이다. 한편 스피처 우주망원경의 MIPS로 측정한 결과, 직경은 88.30 ± 8.51 km이고 기하학적 반사율은 0.20 ± 0.04이다. 소행성이 엄폐할 때 관측한 결과는 89.1 ± 1.1 km이다.